# ادلاوين (سيدي المخفي)
ادلاوين هي إحدى مشيخات المملكة المغربية، تتبع جغرافيا لإقليم إفران وإداريًا لسيدي المخفي. يقدر عدد سكانها بـ 1295 نسمة حسب الإحصاء الرسمي للسكان والسكنى لسنة 2004.